# Porto Tolle
Porto Tolle – miejscowość i gmina we Włoszech, w regionie Wenecja Euganejska, w prowincji Rovigo.
Według danych na rok 2004 gminę zamieszkiwało 10 659 osób, 47 os./km².